# Raffaele Polani
Raffaele Polani ist ein italoisraelischer Sänger. Er wirkte an der Oper und war 29 Jahre lang Oberkantor der israelitischen Gemeinde Mannheim.

## Leben und Wirken
Raffaele Polani studierte an der Musikakademie von Tel Aviv. Er sang zunächst Bass, wechselte aber 1963 in die Bariton- und 1970 in die Tenorlage. Als Opernsänger sang er unter anderem im Fidelio, im Don Giovanni und im Barbier von Sevilla. Er sang den Zaccaria in Nabucco und den Rudolfo in La Bohème und hatte laut einem Artikel im Mannheimer Morgen „unzählige Partien in den großen Häusern in aller Welt“.
Raffaele Polani wurde nach einem Gastauftritt in Mannheim 1985 als Oberkantor engagiert und behielt dieses Amt bis zum 31. März 2014 bei. Auch nach seinem Rücktritt als Oberkantor lebte und wirkte er weiter in Mannheim; er beteiligte sich beispielsweise am 28. Januar 2018 an einer musikalischen Soirée der jüdischen Gemeinde. Die künstlerische Gesamtleitung hatte seine Ehefrau Jaffa, sein Sohn Daniel wirkte als Pianist mit.
Polani ist auf der Langspielplatte Synagogale Gesänge von RBM Records aus dem Jahr 1987 zu hören. 2005 kam eine Aufnahme des Friedensengels von Siegfried Wagner heraus, an der Polani beteiligt war. Sie erschien bei dem Label Living Stage als CD. Es handelt sich um den Mitschnitt einer Aufführung vom 23. November 1975; Polani sang damals den Willfried und den Reinhold. Diese Aufführung unter Leslie Head war die erste Aufführung der Oper in ihrer vollen Länge. Head brachte 1983 auch Siegfried Wagners Schwarzschwanenreich zur Aufführung, in einer konzertanten Version in Solingen. Auch hier wirkte Polani mit.